# Paris-Nice de 1934
A Paris-Nice de 1934 foi a segunda edição da Paris-Nice, que se disputou entre 7 e 11 de março de 1934. A carreira foi vencida pelo belga Gaston Rebry, da equipa Alcyon. As outras duas posições do pódio foram para os franceses Roger Lapebie (La Française) e Maurice Archambaud (Alcyon).
As duras condições climatológicas provocaram um grande número de abandonos. Rebry cimentou a sua vitória final na etapa de Nevers ao conseguir um quarto de hora de vantagem sobre os outros favoritos.

## Participantes
Nesta edição da Paris-Nice fizeram parte 101 corredores. 41 faziam-no de forma individual e os outros 60 dentro das equipas Alcyon, La Française, Automoto, Dilecta, De Dion-Bouton, Oscar Egg, Helyett, Genial-Lucifer e Francis-Pellissir. A prova acabaram-no 35 corredores.

## Resultados das etapas
| Etapas              | Data        | Percurso         | Km     | Vencedor de etapa | Líder da geral |
| ------------------- | ----------- | ---------------- | ------ | ----------------- | -------------- |
| 1ª etapa            | 7 de março  | Paris-Nevers     | 219 km | Jules Merviel     | Jules Merviel  |
| 2ª etapa            | 8 de março  | Nevers-Lyon      | 250 km | Roger Lapébie     | Roger Lapébie  |
| 3ª etapa            | 9 de março  | Lyon-Avignon     | 222 km | Alphonse Schepers | Roger Lapébie  |
| 4ª etapa            | 10 de março | Avignon-Marselha | 205 km | Romain Maes       | Gaston Rebry   |
| 5ª etapa, 1º sector | 11 de março | Marselha-Cannes  | 191 km | Fernand Cornez    | Gaston Rebry   |
| 5ª etapa, 2º sector | 11 de março | Cannes-Nice      | 91 km  | Roger Lapébie     | Gaston Rebry   |

## Etapas

### 1ª etapa
7-03-1934. Paris-Nevers, 219 km.
Saída neutralizada à rue Lafayette de Paris. Saída real ao Carrefour da Belle Épine de Thiais com 25 minutos de atraso porque nem todos os competidores tinham instalado o desviador da mudança de velocidades.
A etapa disputou-se a grande ritmo: 39,900 km/h em media.
|   | Ciclista      | Equipa             | Tempo      |
| - | ------------- | ------------------ | ---------- |
| 1 | Jules Merviel | Francis-Pellissier | 5h 29' 32" |
| 2 | Jean Noret    | Francis-Pellissier | m. t.      |
| 3 | Gaston Rebry  | Alcyon             | m. t.      |

### 2ª etapa
8-03-1934. Nevers-Lyon, 250 km.
Foram eliminados os corredores com mais de uma hora perdida na geral (15). Abandonam 21 participantes mais pelo frio.
Roger Lapébie ganhou a etapa após ligar nos quilómetros final com um grupo formado maioritariamente por corredores belgas.
Inicialmente ter-se-iam que ter eliminado todos os corredores com mais de 45' perdidos na geral mas a organização os amnistiou pelo seu esforço.
|   | Ciclista         | Equipa       | Tempo      |
| - | ---------------- | ------------ | ---------- |
| 1 | Roger Lapébie    | La Française | 7h 06' 39" |
| 2 | Edgard De Caluwe | Dilecta      | m. t.      |
| 3 | Gaston Rebry     | Alcyon       | m. t.      |

### 3ª etapa
9-03-1934. Lyon-Avignon, 222 km.
Etapa disputada com forte vento e chuva. Jean Noret perde qualquer opção de vitória ao cair rompendo a sua bicicleta. Acaba a etapa como bote.
|   | Ciclista          | Equipa         | Tempo      |
| - | ----------------- | -------------- | ---------- |
| 1 | Alphonse Schepers | La Française   | 6h 41' 18" |
| 2 | Joseph Demuysere  | Genial-Lucifer | m. t.      |
| 3 | Joseph Mauclair   | Automoto       | m. t.      |

### 4ª etapa
10-03-1934. Avignon-Marselha, 205 km.
Saída às 9:30 da manhã. Os corredores Gaston Rebry, Romain Maes e Robert Pequeno escaparam ante a parcimónia do piloto. O líder Roger Lapébie deixa-os fazer, já que Rebry é parceiro de marca. Petit finca nos últimos quilómetros perdendo qualquer opção de disputar a vitória de etapa. Rebry posa-se de líder com mais de sete minutos de vantagem sobre Lapébie
|   | Ciclista     | Equipa     | Tempo      |
| - | ------------ | ---------- | ---------- |
| 1 | Romain Maes  | Individual | 5h 46' 00" |
| 2 | Gaston Rebry | Alcyon     | + 4"       |
| 3 | Robert Petit | Dilecta    | + 1' 48"   |

### 5ª etapa, 1º sector
11-03-1934. Marselha-Canes, 191 km.
Saída na estrada Prado às 5:30 da madrugada. Abandonam durante a etapa Joseph Demuysere e Alfons Schepers. Passada a cidade de Tolón escapam Fernand Cornez e René Vietto sem que o corredor puguès faz nada para os alcançar. Vietto finca à cercania de Canes perdendo qualquer opção de vitória.
|   | Ciclista         | Equipa     | Tempo      |
| - | ---------------- | ---------- | ---------- |
| 1 | Fernand Cornez   | Oscar Egg  | 5h 43' 17" |
| 2 | René Vietto      | Individual | + 1' 01"   |
| 3 | Georges Speicher | Alcyon     | + 14' 00"  |

### 5ª etapa, 2º sector
11-03-1934. Canes-Nice, 91 km.
Saída às 2 da tarde. Chegada ao Berço dos Estados Unidos. Sobe-se a Turbie onde Roger Lapébie e Maurice Archambaud formam o cabo de carreira sendo neutralizados por um pequeno grupo nos quilómetros favoráveis até à linha de meta.
|   | Ciclista           | Equipa       | Tempo      |
| - | ------------------ | ------------ | ---------- |
| 1 | Roger Lapébie      | La Française | 2h 41' 46" |
| 2 | Maurice Archambaud | Alcyon       | m. t.      |
| 3 | Edgard De Caluwe   | Dilecta      | m. t.      |

## Classificações finais

### Classificação geral
|    | Ciclista           | Equipa             | Tempo       |
| -- | ------------------ | ------------------ | ----------- |
| 1  | Gaston Rebry       | Alcyon             | 33h 47' 06" |
| 2  | Roger Lapébie      | La Française       | + 6' 24"    |
| 3  | Maurice Archambaud | Alcyon             | + 8' 45"    |
| 4  | Jules Merviel      | Francis-Pellissier | + 11' 18"   |
| 5  | Raymond Louviot    | Genial-Lucifer     | + 18' 20"   |
| 6  | René Vietto        | Individual         | + 25' 05"   |
| 7  | Edgard De Caluwe   | Dilecta            | + 25' 37"   |
| 8  | Georges Speicher   | Alcyon             | + 30' 42"   |
| 9  | Léon Level         | Genial-Lucifer     | + 30' 45"   |
| 10 | Theo Herckenrath   | Individual         | + 33' 37"   |

## Evolução das classificações
| Etapa              | Vencedor          | Classificação geral |
| ------------------ | ----------------- | ------------------- |
| Etapa 1            | Jules Merviel     | Jules Merviel       |
| Etapa 2            | Roger Lapébie     | Roger Lapébie       |
| Etapa 3            | Alphonse Schepers | Roger Lapébie       |
| Etapa 4            | Romain Maes       | Gaston Rebry        |
| Etapa 5, 1ª sector | Fernand Cornez    | Gaston Rebry        |
| Etapa 5, 2ª sector | Roger Lapébie     | Gaston Rebry        |